# Aeródromo de Linares

i8
i11
i13
Der Aeródromo de Linares ist ein Sonderlandeplatz in der spanischen Industrie- und Handelsstadt Linares im Nordwesten der Provinz Jaén in der Autonomen Region Andalusien.
Es ist ein privat betriebener Flugplatz für die Allgemeine Luftfahrt und wird hauptsächlich durch Leichtflugzeuge genutzt. Im Gegensatz zu einem Verkehrslandeplatz dürfen auf diesem Flugplatz nur der Betreiber und auf Anfrage auch Dritte starten und landen. Es existiert keine Betriebspflicht. An diesem Platz gibt es auch keine Luftaufsicht, die den Flugbetrieb verantwortlich regelt. Der Funkverkehr zwischen den Flugzeugen, die sich im Anflug oder Abflug befinden, wird über eine einheitliche Frequenz, meist auf 130,125 MHz, abgewickelt. Die verantwortlichen Flugzeugführer teilen auf dieser Frequenz ihre Absichten mit.  Positionsmeldungen oder Informationen der Piloten werden als Blindsendungen abgesetzt.
Der Aeródromo de Linares ist von der spanischen Luftfahrtbehörde zugelassen und in den ICAO-Karten mit dem Code LELI eingetragen.